# Zorbing

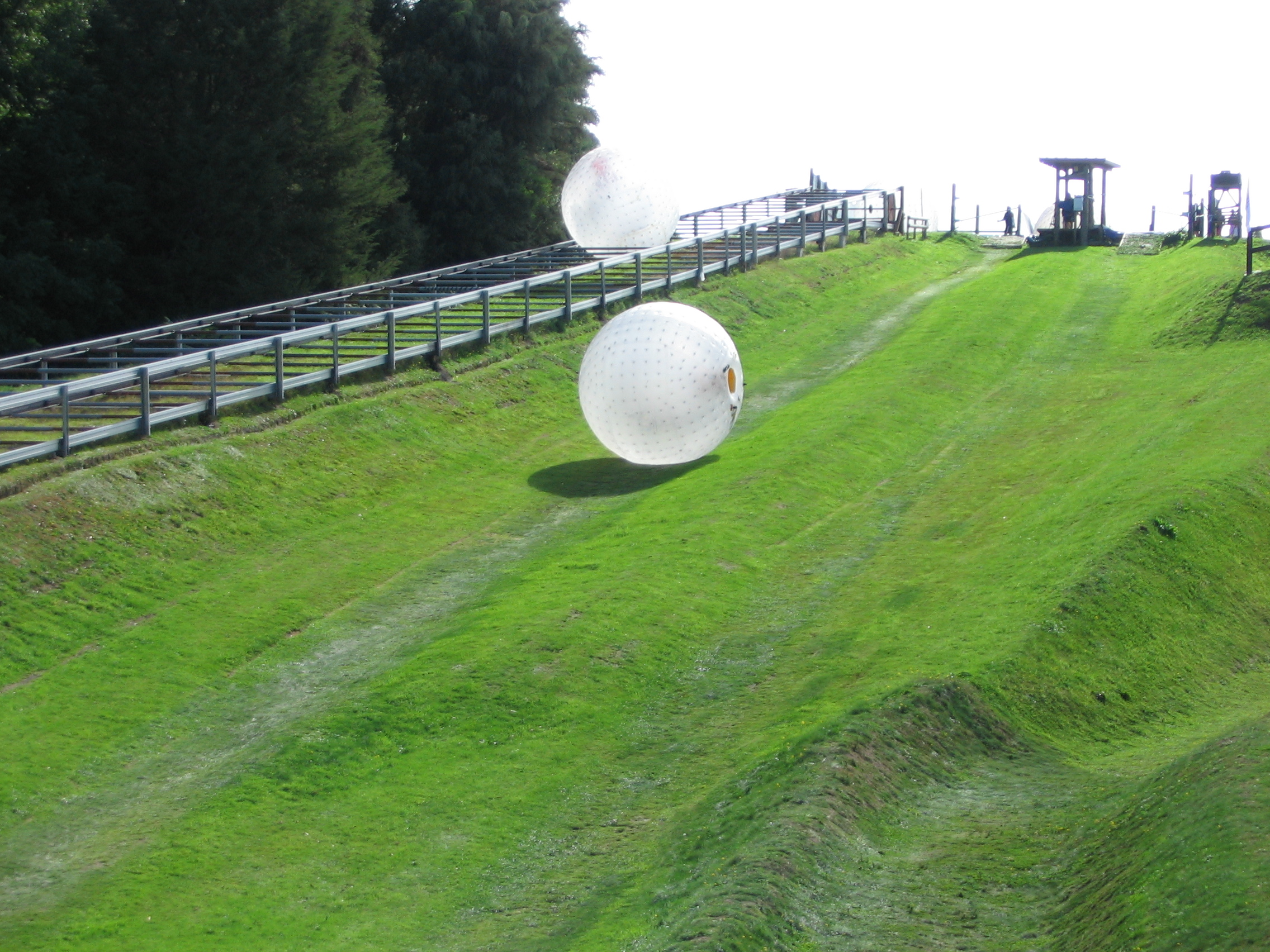
Zorbing presso Rotorua

Lo zorbing (o globe-riding, letteralmente "cavalcare la sfera") è un'attività ricreativa consistente nel rotolare in discesa lungo una collina chiusi in una grande sfera, generalmente di plastica trasparente, chiamata zorb (dall'inglese orb, "sfera"). Tale sport è stato inventato da David e Andrew Akers nel 1994. In genere viene eseguito lungo una lieve pendenza, ma può essere fatto anche su una superficie piana, permettendo un maggiore controllo. In assenza di colline, alcuni gestori di parchi di zorbing hanno costruito delle rampe di legno, di metallo, o gonfiabili.
Ci sono due tipi di zorbing: dry zorb e wet zorb, con o senza imbragatura, rispettivamente.

## Record
Il Guinness Book of Records riconosce due record realizzati in due giorni consecutivi nel 2006 ed un terzo record:
- la più lunga cavalcata di sfera realizzata da Steve Camp, che ha viaggiato per 570 metri.
- la più veloce cavalcata di sfera realizzata da Keith Kolver, che ha raggiunto una velocità di 52 km/h.
- i più veloci 100 metri, realizzati in 26,59 secondi da Andrew Flintoff.

## Incidenti
Nel giugno del 2009 un insegnante di zorbing morì ed il suo allievo rimase gravemente ferito.
Nel gennaio del 2013 un uomo morì spezzandosi l'osso del collo ed un altro rimase gravemente ferito, a causa della perdita del controllo di uno zorb, rotolando lungo la parete di una montagna. Scontrandosi contro le rocce, si fermarono circa un chilometro prima di cadere in un lago ghiacciato, presso Dombaj. L'incidente venne ripreso da una videocamera e diffuso in rete.